# أسفار بن شيرويه
أسفار بن شيرويه (بالفارسية: اسفار بن شیرویه) (توفي في 931 م) ثائر إيراني من أصل جيلاكي، سيطر على طبرستان والجبال في أوائل القرن العاشر. كما لعب دورًا رئيسيًا في نزاعات خلافة العلويين في طبرستان، ليتمكن من ترسيخ نفسه حاكمًا على طبرستان وشمال جبال لفترة وجيزة من 928 إلى 930 م.

## أصل الاسم
يعود أصل اسم أسفار إلى كلمة قزوينية للفارسية الوسطى أسوار، ويعني "الفارس، أو المنتمي لسلاح الفرسان".

## سيرة شخصية

### الخلفية والحياة المبكرة

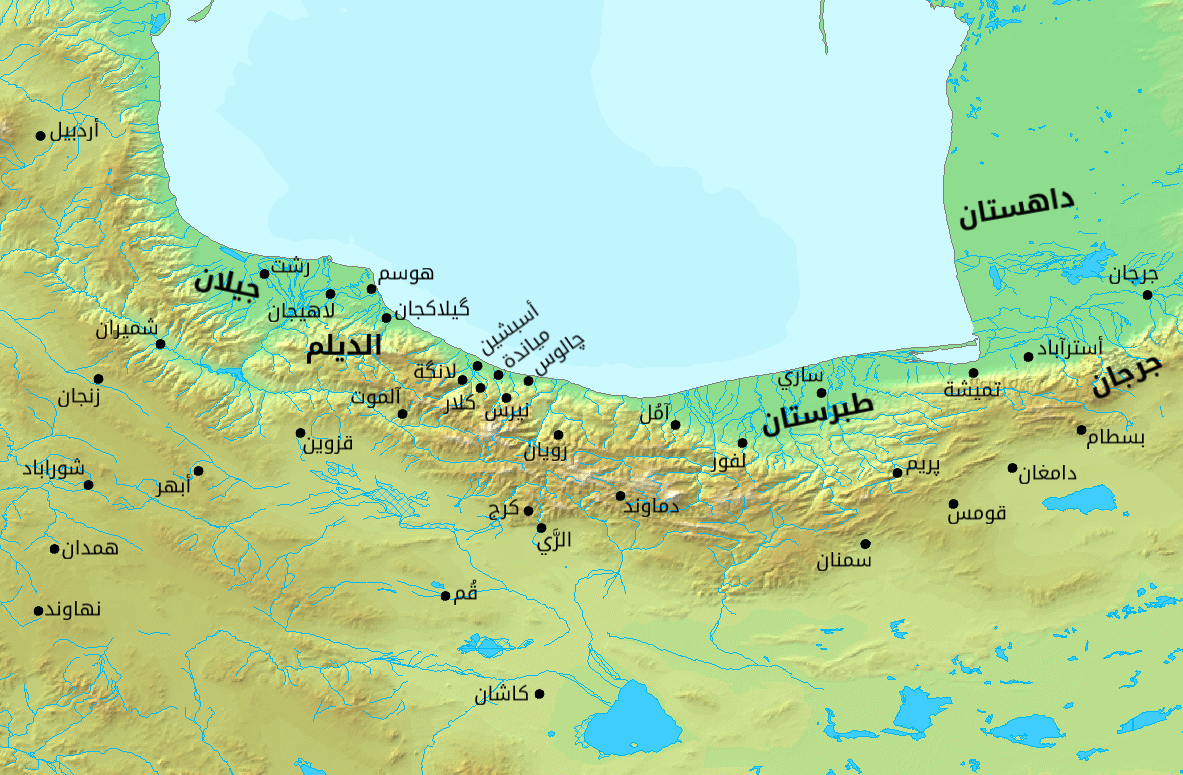
خريطة بلاد طبرستان والدَّيلم

ولد أسفار في مدينة لاهيجان، وينتمي إلى عشيرة جيلاكي في فاروداواند.b[›] والده يدعى شيرويه. وله أخ اسمه شيرزاد. نشأ أسفار في بيئة كانت فيها "الثقافة الفارسيَّة وذكريات أمجاد الإمبراطورية السَّاسانيَّة حية بينهم". ومثل العديد من الجيلاكيين والديالمة الآخرين، لم يكن أسفار مسلمًا، بل كان في الواقع قوميًا يكره الحكم العربي والخلافة العبَّاسيَّة ويعجب بالإمبراطورية الإيرانية. وفقًا للمؤرخ المسعودي في القرن العاشر، فإن معظم زعماء الديلم والجيلاكي، الذين كانوا من أتباع الوثنية الزرادشتية والإيرانية، أصبحوا ملحدين. كان أسفار أحد القادة الجيلاكيين الذين دخلوا في خدمة العلويين حكام طبرستان، وذلك بعد أن بسطوا حكمهم على طبرستان وجيلان والديلم.

### الصعود إلى السلطة
تم ذكر أسفار بن شيرويه لأول مرة في عام 917، بسبب نزاعات العلويين على الحكم بعد وفاة الحاكم العلوي الحسن بن علي الأطرش (حكم من 914 إلى 917). في النهاية، تمكَّن الدَّاعي حسن بن القاسم من الانتصار وبسط نفوذه. في هذه الفترة تقريبًا، كانت الدولة السامانية باسم الخلافة العبَّاسيَّة، تسعى إلى توسيع قوتها من بلاد ما وراء النهر وخراسان إلى طبرستان، فقد عارضت الشيعة الزَّيديَّة الذي تبناه العلويين في طبرستان، بينما كان بنو سامان من أهل السنة والجماعة.

### الحكم والسقوط

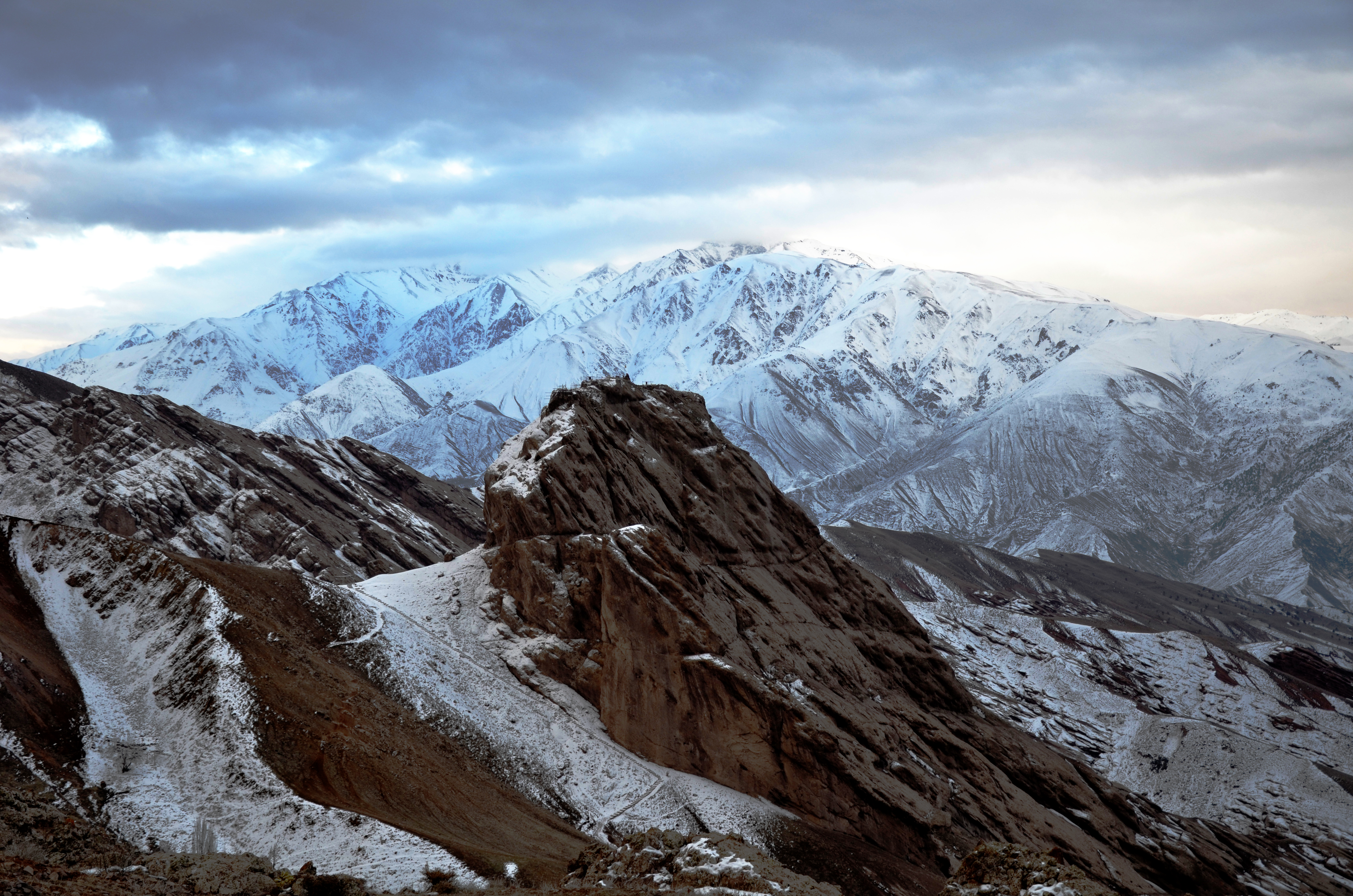
منظر لقلعة ألموت، حيث ترك أسفار كنزه الهائل.

قام أسفار بتوسيع نطاقاته لتشمل الرَّي وقزوين وأجزاء أخرى من الجبال، فقد كان يتوسَّع باسم السَّامانيين في بداياته، ولكن بعد ذلك كحاكم ذو سيادة، مفترضًا شعار الملكية في الري متجاهلاً حاكم سمرقند نصر، والخليفة جعفر المقتدر بالله (حكم 908-932). قام أسفار بقتل أعداد كبيرة من أهل قزوين، وأحرق الأسواق، وهدم المساجد، وقتل المؤذن، ومنع الصلاة. علاوة على ذلك، فرض ضريبة رأس على جميع سكان المدينة، إلى جانب التجار القادمين من بلدان أخرى، وبالتالي حصل على مبلغ ضخم. كما عين ملازمه مرداويج الزَّياري حاكمًا على زنجان.
في عام 930، أمر أسفار بن شيرويه، كلًا من مرداويج وأخيه شيرزاد، بالاستيلاء على طارم، عاصمة آل سلَّار في فترة محمد بن مسافر السلَّاري. وفي أثناء احصار طارم، قرر مرداويج الثَّورة على أسفار، بناءً على طلب ماكان بن كالي ومحمد السلَّاري، فانقلب على شيرزاد أخو أسفار وقتله، بما في ذلك أعضاء آخرين من عشيرة فروداوند. ثم سار نحو قزوين، إلا أن أسفار تمكن من الفرار. وهكذا أسس مرداويج الأسرة الزيارية، وأصبح حاكمًا لأراضي أصفر السابقة.
تمت مطاردة أسفار إلى خراسان، ولم يكن أمامه خيار سوى ترك الكنز الذي جمعه في قلعة آلموت في بلاد الديلم. وعندما وصل أسفار بن شيرويه إلى بيهق، عاد بهدف استعادة كنزه في ألموت. ولكن عندما دخل الطالقان، وهي بلدة في الديلم بالقرب من قزوين، عثر عليه مرداويج وقتله، على الأرجح في عام 931.